# Gonomyia latistyla
Gonomyia latistyla är en tvåvingeart som beskrevs av Alexander 1926. Gonomyia latistyla ingår i släktet Gonomyia och familjen småharkrankar. Inga underarter finns listade i Catalogue of Life.